# Victor Banks

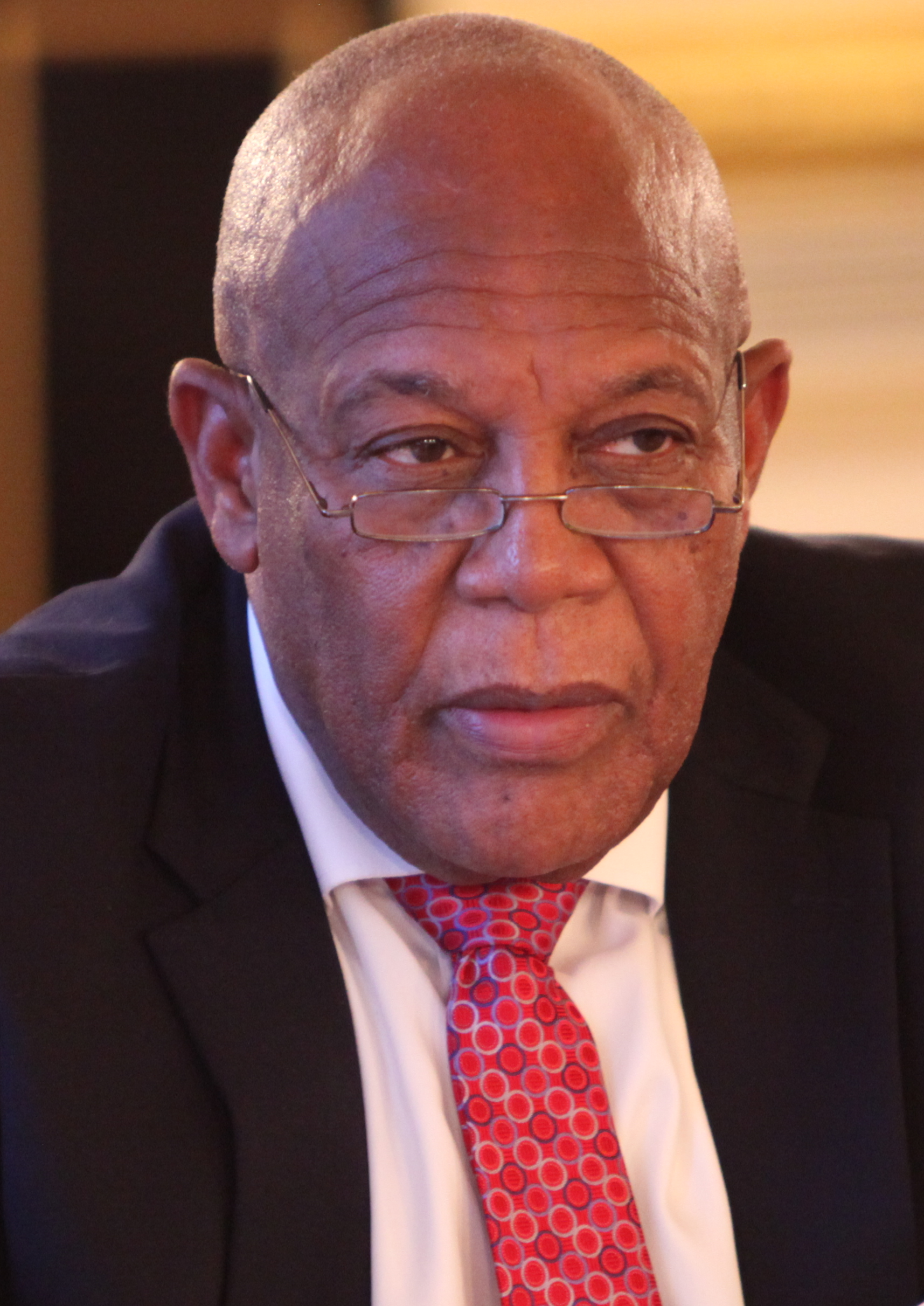
Victor Banks (1. Dezember 2015)

Victor Franklin Banks (* 8. November 1947) ist ein ehemaliger Politiker aus Anguilla, der zwischen 2015 und 2019 Chief Minister von Anguilla sowie von 2019 bis 2020 erster Premier war.

## Leben

### Studium, Abgeordneter und jüngster Minister
Victor Franklin Banks wuchs als ältestes von sechs Kindern in The Valley, der Hauptstadt Anguillas auf, und wurde nach dem Tode seines Vaters als Halbwaise auf. Er war zwischen 1964 und 1968 als Lehrer an der Valley Secondary School tätig und nahm im Anschluss ein Studium im Fach Sozialwissenschaften am College of the Virgin Islands (CVI) auf, das er 1972 mit einem Bachelor of Arts (B.A. Social Sciences) Summa cum laude beendete. Danach nahm er ein postgraduales Studium an der New School for Social Research in New York City auf und erwarb dort 1975 einen Master in Political Science. Daraufhin begann er an der New School for Social Research seine Promotion zum Doctor of Philosophy (Ph.D.), die er jedoch 1979 ohne Dissertation ABD (all but dissertation) beendete.
Nach seiner Rückkehr nach Anguilla begann Banks seine politische Laufbahn und wurde als Kandidat der Anguilla People’s Party (APP) bei der Wahl am 22. Juni 1981 im Wahlkreis District 3: Valley North erstmals zum Mitglied des Parlaments (House of Assembly) gewählt. Nach der Wahl berief ihn Chief Minister Ronald Webster als Minister für soziale Dienste in dessen Kabinett, dem er bis zum Ende von Websters Amtszeit am 12. März 1984 angehörte. Er wurde dadurch mit 33 Jahren zum bis dahin jüngsten Kabinettsminister in der Geschichte Anguillas. Bei der Wahl am 9. März 1984 kandidierte er im Wahlkreis District 4: Valley South, verpasste jedoch den Wiedereinzug ins Parlament. Allerdings wurde er 1985 bei einer Nachwahl in diesem Wahlkreis für die von ihm gegründete  Anguilla Democratic Party (ADP) wieder ins House of Assembly gewählt. Bei den Wahlen am 27. Februar 1989 war er Spitzenkandidat der ADP, die in fünf der sieben Wahlkreise Kandidaten aufstellte. Letztlich konnte aber nur er einen Sitz im Parlament erringen und sich im Wahlkreis District 4: Valley South mit 372 Stimmen (53,37 Prozent) deutlich gegen seine Mitbewerber Orealia Kelly von der Anguilla National Alliance ANA (208 Stimmen, 29,84 Prozent) und Cuthwin Lake von der Party for Anguilla’s Culturation and Economy PACE (117 Sitze, 16,79 Prozent) durchsetzen.

### Rückkehr ins Kabinett

#### Erste Regierung Hubert Hughes 1994 bis 1999
Am 16. März 1994 fanden in Anguilla die nächsten Wahlen zum House of Assembly statt. Trotz eines starken Rückgangs des Stimmenanteils der Anguilla United Party (AUP) gab der Verlust des Wahlkreises District 5: Road North an die Anguilla Democratic Party (ADP) genügend Sitze, um eine Koalitionsregierung zu bilden. Hubert Hughes von der Anguilla United Party (AUP), der auf einer Plattform für die Unabhängigkeit kandidierte, wurde nach den Wahlen zum Chief Minister ernannt. Banks war wiederum Spitzenkandidat der ADP, die zwei der sieben Sitze gewann. Er selbst trat wieder im Wahlkreis District 4: Valley South an, in dem er sich mit 525 Stimmen (61,76 Prozent) gegen Merrit Lake von der ANA (307 Stimmen, 36,12 Prozent) und Evan R. Lake von der AUP (18 Stimmen, 2,12 Prozent) durchsetzen konnte. Den zweiten Sitz im Wahlkreis District 5: Road North gewann Edison Baird für die ADP. Nach der Wahl wurde Banks vom neuen Chief Minister und Vorsitzenden der AUP, Hubert Hughes, als Minister Finanzen und wirtschaftliche Entwicklung in dessen Kabinett berufen. In dieser Zeit setzte er sich insbesondere für eine Verbesserung und weitere Einführung des sozialen Sicherheitssystems ein. Insbesondere nahm er eine maßgebliche Funktion bei der Einführung und Leitung des Rehabilitations- und Wiederherstellungsprojekts nach dem Hurrikan „Luis“ im Herbst 1995 ein.
Die nächsten allgemeinen Wahlen fanden am 4. März 1999 statt. Die Hauptparteien waren die AUP unter der Leitung von Hughes, die ADP mit Victor als Spitzenkandidaten und die ANA unter der Führung des Geschäftsmanns Osbourne Fleming. Die Koalition wies auf ihre wirtschaftlichen Erfolge und eine hohe Beschäftigung in der Kolonie hin, in der Offshore-Banken und Tourismus die wichtigsten Devisenquellen sind. Das Ergebnis war ein Sieg für die Regierungskoalition der Anguilla United Party und der Anguilla Democratic Party, die jeweils zwei Sitze gewannen. Die oppositionelle Anguilla National Alliance gewann drei Sitze. Banks selbst wurde im Wahlkreis District 4: Valley South abermals mit absoluter Mehrheit bestätigt und lag mit 503 Stimmen (62,02 Prozent) deutlich vor Blondell Rodgiers von der ANA (237 Stimmen, 29,22 Prozent) und dem früheren Chief Minister Ronald Webster von der AUP (71 Stimmen, 8,75 Prozent). Nach der Wahl wurde Hubert Hughes wieder Chief Minister und übernahm zudem die Verantwortung als Minister für Inneres, Tourismus, Land, Arbeit und Einwanderung, während Victor Banks erneut zum Minister für Finanzen und wirtschaftliche Entwicklung ernannt wurde. Die Koalitionsregierung verlor jedoch bereits im Mai 1999 ihre Mehrheit durch den Rücktritt von Banks. Hughes wurde nur noch von drei der sieben gewählten Mitglieder des Parlaments unterstützt. Er blieb als Ministerpräsident im Amt, aber ein im Juni 1999 eingeleiteter Boykott der Opposition verhinderte, dass das House of Assembly wegen mangelnden Quorums zusammentrat. Infolgedessen konnte der Haushaltsplan für das Jahr 2000 nicht verabschiedet werden.

#### Erste Regierung Osbourne Fleming 2000 bis 2005
Aufgrund der Regierungskrise fanden daher am 3. März 2000 vorgezogene Parlamentswahlen statt, nachdem nach nur zehnmonatiger Amtszeit Hughes im Januar 2000 bekanntgab, dass er sich für eine Parlamentswahl im März entschieden habe. Das ursprüngliche Datum der Wahl war der 10. März 2000, dies wurde jedoch von Gouverneur Robert Harris auf den 3. März 2000 festgesetzt. Die Wahl wurde damit vier Jahre früher anberaumt. Banks hatte sich der oppositionellen Anguilla National Alliance (ANA) angeschlossen. Nach dem Rücktritt von Banks hatte Hughes nur noch eine Minderheit von drei zu vier der gewählten Mitgliedern des Parlaments. Die vier Oppositionsmitglieder hatten das Parlament boykottiert, woraufhin Hughes Klage gegen den Sprecher des House of Assembly, Leroy Rogers einreichte, um das Parlament zu aktivieren. Der Sprecher hatte das Fehlen eines Quorums angeführt, was der High Court zugunsten des Sprechers bestätigte. Der Wahlkampf war geprägt von Karikaturen über Korruption in hohen Positionen, Missbrauch von Regierungsgeldern und Missbrauch ihrer Positionen durch Abgeordnete, indem das Parlament nicht erneut einberufen wurde, um den vom Hurrikan Lenny im November 1999 betroffenen Anguillanern zu helfen. Für die Wahl wurden achtzehn Kandidaten für die sieben Sitze nominiert. Die Anguilla National Alliance (ANA) unter der Leitung von Osbourne Fleming nominierte drei Kandidaten, die Anguilla Democratic Party (ADP) unter Führung von Victor Banks nannte mit ihm nur einen Bewerber, die Anguilla United Movement (AUM) des bisherigen Chief Minister Hughes nannte zwei Bewerber, die neue Movement for Grassroots Democracy (MGDR) unter John Benjamin nominierte zwei Kandidaten und die Anguilla Patriotic Movement (APM) nominierte zwei Kandidaten. Daneben bewarben sich acht unabhängige Kandidaten für die Wahl.
Die Anguilla United Front (AUF), eine Gruppe von Oppositionskräften aus Anguilla National Alliance (ANA) und Anguilla Democratic Party (ADP), erzielte bei den Wahlen einen knappen Sieg und gewann vier der sieben Sitze (ANA 3 Sitze, ADP 1 Sitz). Die Anguilla United Movement (AUM) des scheidenden Chief Ministers Hughes behielt ihre beiden Sitze. Der siebte Sitz ging an den unabhängigen Bewerber Edison Baird. Wiederum wurde Banks im Wahlkreis District 4: Valley South mit absoluter Mehrheit wiedergewählt und lag mit 536 Stimmen (64,81 Prozent) vor dem Parteilosen Iwandai Gumbs (155 Stimmen, 18,74 Prozent) und Joyce Kentish von der MFGD (136 Stimmen, 16, 44 Prozent). Die Wahl führte letztlich dazu, dass dieselben Politiker dem House of Assembly angehörten. Allerdings bildete Osbourne Flemings von der AUF als Chief Minister eine neue Regierung, die sich mit Victor Banks von der ADP zusammenschloss. Fleming wurde am 6. März 2000 als Chief Minister von Anguilla vereidigt und ernannte Banks zum Minister für Finanzen, wirtschaftliche Entwicklung, Investitionen und Handel.

#### Zweite Regierung Fleming 2005 bis 2010 und Wahlniederlage 2010
Am 21. Februar 2005 fanden die nächsten regulären Parlamentswahlen statt. Die drei wichtigsten Parteien, die die Wahlen 2005 bestritten, waren nunmehr die Anguilla United Front (AUF) unter der Leitung von Chief Minister Fleming, die Anguilla United Movement, die von Hubert Hughes geführt wurde, und der von Edison Baird angeführten Anguilla National Strategic Alliance. Flemings Regierung, eine Koalition der Anguilla National Alliance und der Anguilla Democratic Party, hatte zuvor vier Sitze in der Versammlung inne, während die ANSA zwei und das AUM einen Abgeordneten stellten. Bei den Wahlen traten 25 Kandidaten für die sieben Sitze an. Die Themen im Wahlkampf reichten von wirtschaftlicher Diversifizierung bis hin zu schlechter Regierungsführung. Die regierende AUF wurde bestätigt und gewann vier der sieben bei den Wahlen. Chief Minister Fleming führte seine Partei zum Sieg über die AUM unter Hubert Hughes, der ANSA unter der Leitung von Edison Baird und der Anguilla Progressive Party (APP) unter der Leitung von Brent Davis. Die drei Oppositionsparteien gewannen jeweils einen Sitz. Alle sechs Abgeordneten, die für eine Wiederwahl antraten, behielten ihre Sitze bei den Wahlen. Die einzige Änderung fand im Wahlkreis District 3: Valley North statt, wo der vorherige Vertreter, Eric Reid, zurücktrat und von Evans McNeil Rogers abgelöst wurde. Banks war zwischenzeitlich der AUF beigetreten und kandidierte erneut im Wahlkreis District 4: Valley South. Er konnte sich auch dieses Mal mit 539 Stimmen (54,12 Prozent) gegen seine Mitbewerber Evan Gumbs von der AUM (349 Stimmen, 35,04 Prozent) und den wiederum als Parteiloser kandidierenden Iwandai Gumbs (108 Stimmen, 10,84 Prozent) behaupten. 
Der Tag nach der Wahl wurde zum Feiertag erklärt und die vier gewählten Mitglieder der Anguilla United Front wurden vom Gouverneur Alan Huckle als Regierung unter Chief Minister Osbourne Fleming vereidigt. Fleming berief Banks dieses Mal zum Minister für Finanzen, wirtschaftliche Entwicklung, Investitionen, Handel und Tourismus. In dieser Funktion war er maßgeblich bei der Entwicklung des europäischen Umschlagshafenprojekts von Anguilla (European Transhipment Project) und zuletzt des WallBlake Airport Expansion Project, das Anguillas Tourismus einen enormen Mehrwert eingebracht hatte. Nach der Wahl verließ Albert Hughes die Anguilla Strategic Alliance und trat der Regierung bei. Dies bedeutete, dass die Opposition gleichmäßig zwischen der Anguilla Strategic Alliance und der Anguilla United Movement aufgeteilt war, sodass der Gouverneur keinen Oppositionsführer ernannte.
Ein Jahr vor der Wahl kündigte Chief Minister Osbourne Fleming, der auch Vorsitzender der Anguilla United Front (AUF) war, 2009 an, dass er sich nicht zur Wiederwahl stellen werde. Es wurde angekündigt, dass Finanzminister Victor Banks Fleming als Parteivorsitzender der AUF nachfolgen sollte. Am letzten Sitzungstag des Parlaments fanden am 4. Januar 2010 mit Gouverneur Alistair Harrison Gespräche zur Auflösung des House of Assembly zur Vorbereitung der Wahlen statt. Am darauf folgenden 5. Januar 2010 wurde durch Fleming der Wahltermin für den 15. Februar 2010 festgelegt. Bei der Wahl traten 20 Kandidaten für die sieben zu vergebenden Parlamentssitze an. Die Anguilla United Front, die seit den Wahlen von 2005 die Mehrheit der sieben Sitze im Parlament hatte, stellte Kandidaten in allen sieben Wahlkreisen auf. Die oppositionelle Anguilla United Movement trat in fünf Wahlkreisen an, während die ebenfalls oppositionelle Anguilla Progressive Party ebenfalls fünf Kandidaten aufgestellt. Des Weiteren bewarben sich drei Unabhängige für Sitze im House of Assembly. Aus der Wahl ging die AUM von Hubert Hughes als Siegerin hervor und erhielt vier Sitze der sieben Sitze. Die bislang regierende AUF von Victor Banks erhielt zwei Mandate, während die APP von Brent Davis einen Sitz bekam. Banks selbst erlitt nach 25 Jahren ununterbrochener Zugehörigkeit eine Niederlage in seinem Wahlkreis District 4: Valley South mit 677 Stimmen (46,21 Prozent) gegen seinen Herausforderer Evans Gumbs von der AUM, auf den 788 Stimmen (53,79 Prozent) entfielen. Hubert Hughes wurde am 16. Februar 1010 als Nachfolger von Fleming als Chief Minister vereidigt und trat seine zweite Amtszeit an. Unmittelbar nach der Wahl trat Jerome Roberts, der einzige Abgeordnete der APP, als Kabinettsminister der AUM bei.

### Chief Minister 2015 bis 2019, Premier 2019 bis 2020 und Wahlniederlage 2020

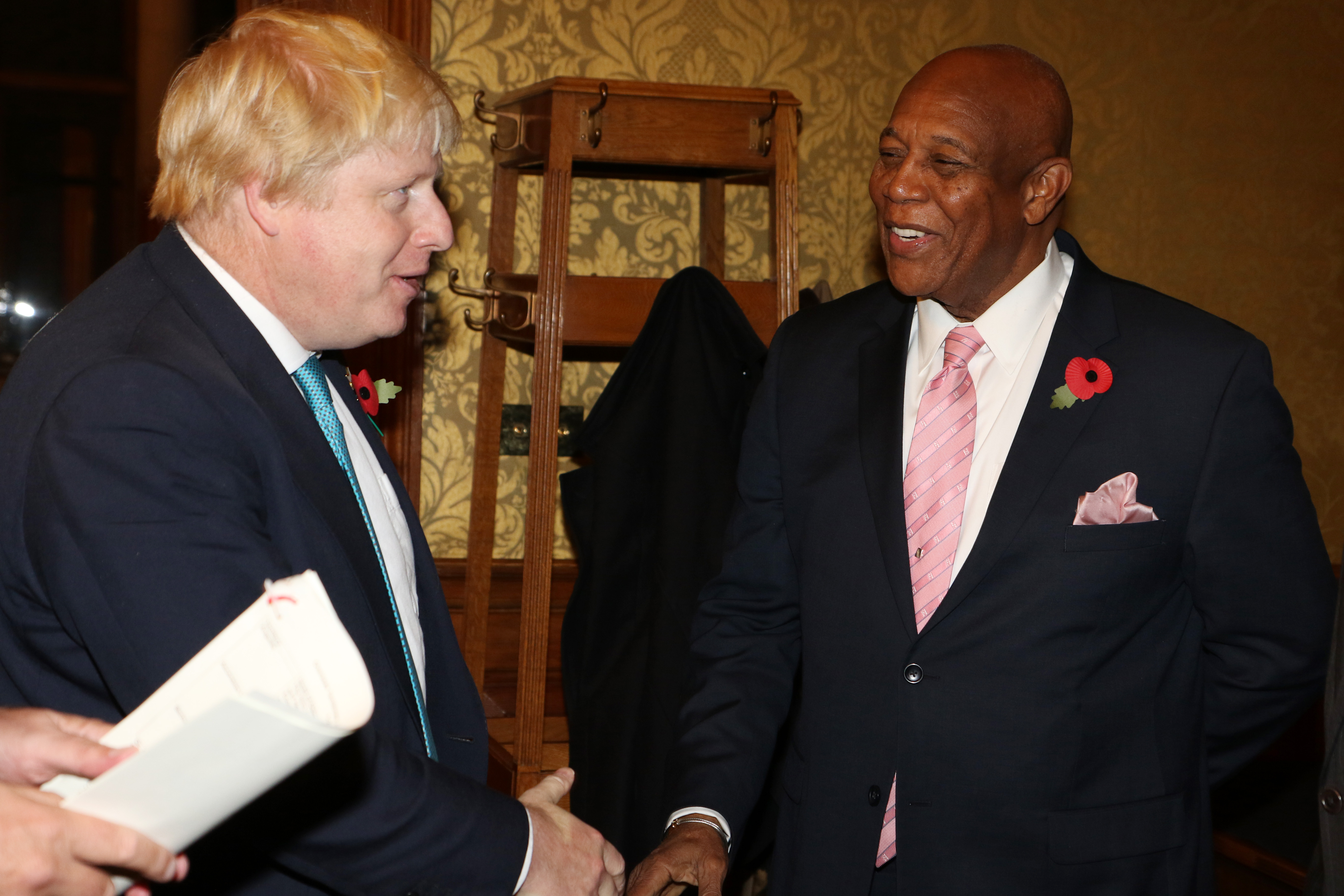
Victor Banks als Chief Minister von Anguilla im Gespräch mit dem britischen Premierminister Boris Johnson (2016)

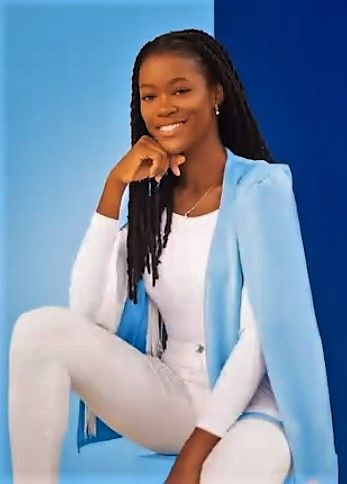
Bei den Wahlen 2020 verlor Banks seinen Wahlkreis an die ehemalige Siebenkämpferin und Miss Universe Great Britain von 2018 Dee-Ann Kentish-Rogers von der Anguilla Progressive Party.

Am 25. Februar 2015 wurde von der Gouverneurin Christina Scott eine Proklamation herausgegeben, in der das Parlament mit sofortiger Wirkung aufgelöst wurde. Dies ebnete den Weg für die allgemeinen Wahlen. Die Gouverneur handelte nach Beratungen mit Chief Minister Hubert Hughes und legte den Wahltag für den 22. April 2015 fest. Bei der Wahl traten insgesamt 19 Kandidaten für die sieben zu vergebenden Sitze an. Sowohl die Mehrheit der Anguillan United Movement (AUM) unter der Leitung von Dr. Ellis L. Webster, der Nachfolger des nicht erneut kandidierenden Hughes war, als auch die von Victor Banks angeführte oppositionelle Anguillan United Front (AUF) haben in jedem der sieben Wahlkreise einen Kandidaten aufgestellt. Die zwei Jahre zuvor gegründete Democracy, Opportunity, Vision & Empowerment DOVE unter der Leitung des ehemaligen Cable and Wireless-Geschäftsführers und Geschäftsmanns Sutcliffe Hodge stellt nur drei Kandidaten auf. Es gab zudem auch mit der Rechtsanwältin Palmovan Webster und dem Geschäftsmann Statchel Warner zwei parteilose Kandidaten. Wirtschaft, Schaffung von Arbeitsplätzen, Entwicklung der Infrastruktur und verantwortungsvolle Staatsführung gehörten zu den Hauptthemen eines langwierigen Wahlkampfs. Zum ersten Mal in der Geschichte Anguillas überwachte ein sechsköpfiges unabhängiges Wahlbeobachteream der Commonwealth Parliamentary Association (CPA) die Wahlen. Am Wahltag gab es einen Erdrutschsieg für die Anguilla United Front (AUF), die sechs der sieben Sitze gewann. Lediglich die parteilose Kandidatin Palmavon Webster konnte einen Sitz erringen und damit verhindern, dass die AUF alle sieben Mitglieder des House of Assembly stellte. Mit ihr und den beiden AUF-Abgeordneten Cora Richardson-Hodge und Evalie Bradley waren erstmals seit 30 Jahren wieder weibliche Abgeordnete im Parlament vertreten. Banks wurde nach fünfjähriger Abwesenheit im Wahlkreis District 4: Valley South wieder zum Abgeordneten gewählt und besiegte mit 1.057 Stimmen (60,75 Prozent) den bisherigen Wahlkreisinhaber Evan Gumbs von der AUM (655, 37,64 Prozent) sowie George L. Kentish von DOVE (28 Stimmen, 1,61 Prozent) deutlich.
Nach der Wahl wurde Victor Banks am 23. April 2015 als Nachfolger von Hubert Hughes als neuer Chief Minister vereidigt. Er setzte sich in seiner darauf folgenden Amtszeit für die Schaffung einer robusten, stabilen und diversifizierten Wirtschaft ein, die mehr Arbeitsplätze und mehr Geschäftsmöglichkeiten schaffen sollte. Zugleich versprach er mehr Investition und weniger Steuern. Daneben kündigte er die Schaffung sozialer Programme und Einrichtungen an, um die Jugendentwicklung zu fördern. Nach einer Verfassungsänderung trug er seit dem 14. Mai 2019 die offizielle Amtsbezeichnung Premier.
Bei den Wahlen am 29. Juni 2020 erlitten Banks und seine AUF eine erhebliche Niederlage. Die Anguilla Progressive Party (APP) als Nachfolgerin der AUM unter Ellis Webster gewann mit 3.689 Stimmen (51,32 Prozent) vier der sieben Sitze im House of Assembly, während die Anguilla United Front mit 3.170 Stimmen (44,11 Prozent) nur noch drei Sitze erhielt und damit im Vergleich zu den Wahlen vom 22. April 2015 drei Mandate verlor. Victor Banks selbst verlor ebenfalls seinen Wahlkreis District 4: Valley South mit 755 Stimmen (46,72 Prozent) an Dee-Ann Kentish-Rogers von der Anguilla Progressive Party, die 861 Stimmen (53,28 Prozent) bekam.
Am 30. Juni 2020 wurde Ellis Webster als Nachfolger von Banks zum Premier mit einem Kabinett vereidigt, dem er selbst als Finanzminister und Kenneth Hodge als Innenminister angehören. Dee-Ann Kentish-Rogers, die im Siebenkampf unter anderem an den Commonwealth Games 2014 teilgenommen hatte sowie 2018 Miss Universe Great Britain war, wurde als Ministerin für Bildung und soziale Entwicklung in das Kabinett von Webster berufen und löste mit 28 Jahren auch in dieser Funktion Victor Banks als bislang jüngsten Minister Angullas ab.